# Vicente Fernández Bascarán
Vicente Isidro Fernández de Bascarán (Yernes y Tameza, Asturias, 14 de febrero de 1909 - Oviedo, Asturias, 23 de diciembre de 2003) fue un militar español. Llegó a general de brigada. Nieto del teniente general José de Bascarán y Federic (hijo del brigadier Julián de Bascarán y Lascurain y de su esposa Elena de Federic y Gayoso de los Cobos).

## Breve biografía
Hijo de un capitán de navío que había participado en la guerra de Cuba, Vicente Augusto Fernández Ferrera, y de su esposa María Eugenia de Bascarán y Reyna. Se alistó en la Academia Militar de Zaragoza debido a la influencia de su abuelo materno, el teniente general José de Bascarán y Federic. En Zaragoza conoció a un joven Francisco Franco, coronel que había servido con su abuelo en África años atrás, con el cual comienza una sólida amistad que duró toda la vida. Durante la Guerra Civil, fue herido varias veces y por su valor en el combate obtuvo varias condecoraciones.
En 1939 se casó con una nieta de Antonio López y López, I marqués de Comillas, con la que tuvo dos hijos. 
En 1961 fue nombrado general. En ese mismo año, Franco le nombró Jefe de la Casa Civil de Su Excelencia el Jefe del Estado, siendo así el máximo responsable de la seguridad de su familia, especialmente de su persona. A partir de este momento la relación entre el general Bascarán y la familia Franco se afianzó aún más. Entre 1967 y 1969 fue miembro Estado Mayor de la Defensa y desde este último año hasta su paso a la reserva pasó a formar parte del Consejo del Reino. Tras su incorporación a la reserva en el año 1974 fue nombrado miembro honorífico del Consejo Nacional del Movimiento.

## La Guerra Civil
El 4 de enero de 1928, Bascarán fue nombrado colaborador del general Francisco Franco en la dirección de la recién abierta Academia General Militar de Zaragoza. Comenzó a fraguarse aquí una amistad que se enfrió tras el cierre de la Academia Militar por parte del gobierno de la Segunda República en 1931 y el posterior traslado de Francisco Franco a Canarias en 1936.
El 12 de noviembre de 1935, Fernández Bascarán fue ascendido a comandante.[cita requerida] Apenas dos meses después recibió un telegrama del general Queipo de Llano que le convocaba a él y al coronel Aranda, al mando de la comandancia exenta de Asturias, a una reunión en Sevilla. Allí, el 28 de febrero de 1936, se le comunicó por primera vez la intención de los generales Emilio Mola y José Sanjurjo de sublevarse en el mes de abril. Se les dijo también que iban a apoyar el golpe los generales Franco, Cabanellas y Queipo del Llano. Ambos dieron su total e incondicional apoyo al golpe de Estado y se pusieron a disposición de los generales golpistas. Tanto el coronel Aranda como el comandante Bascarán esperaban en Asturias la sublevación. A principios de abril recibieron un telegrama urgente en el que se les avisaba de que la "misión" había sido retrasada hasta mediados de julio ya que no se habían podido encontrar los suficientes apoyos.
El 17 de julio una llamada del general Mola al cuartel del Regimiento de Infantería Milán n.º 3, centro militar de Asturias, informó a los dos militares de que el golpe estaba en marcha pero que, al menos de momento, no debían posicionarse de forma clara y contundente a favor de este y que debían retrasarlo hasta el día 20 para que así pudieran asegurar posiciones. De esa forma no fue hasta el día señalado por Mola cuando el coronel Aranda y el comandante Bascarán se declararon a favor de la sublevación. El 22 de julio el comandante Bascarán fue requerido con urgencia al frente de Badajoz donde la falta de comandantes hacía que las columnas sublevadas carecieran de militares que las dirigiesen. Tras su actuación en Badajoz fue ascendido a teniente coronel y se enfrenta al ejército republicano en los frentes de Teruel, Montalván, Utrilla, Morella, del Ebro, de Valencia y de Madrid.
En 20 de marzo de 1937 se trasladó a Burgos donde fue ascendido a coronel y en una ceremonia celebrada en la Catedral de Burgos el 31 de marzo le fueron concedidos las medallas de Avance en la Escala, la Cruz de Guerra y la Medalla de Sufrimientos por la Patria por sus méritos en la contienda.[cita requerida]
Tras el fin de la Guerra Civil, fue nombrado jefe de la recién creada Tercera Sección de Información del Alto Estado Mayor, los servicios secretos franquistas.

## Participación en los gobiernos franquistas
En 1962 y 1963 Fernández Bascarán consigue frustrar dos atentados de la anarquista DI contra Franco, lo que hizo que se le concediera la medalla al mérito militar con distintivo blanco (máxima distinción militar en tiempos de paz).
Entre 1962 y 1965, durante el IX gobierno franquista, colaboró estrechamente con el vicepresidente del gobierno Agustín Muñoz Grandes, en calidad de subsecretario del Ministerio de la Gobernación dirigido por entonces por el general Camilo Alonso Vega. En 1965 y durante todo el X gobierno franquista, siguió colaborando con el ministro de la Gobernación, Camilo Alonso Vega, como subsecretario del Ministerio. Impulsado por este pasó a formar parte del Opus Dei, del que Carrero Blanco junto a otros ministros franquistas era miembro. Eran conocidos como los ministros tecnócratas.
De 1967 a 1969, durante el XI gobierno franquista, es nombrado subsecretario de la Presidencia del Gobierno, cargo que hace que colabore estrechamente junto a Carrero Blanco (entonces vicepresidente). Durante esa etapa desempeñó un papel de gran importancia en el proceso de concesión de independencia a Guinea Ecuatorial (1968), al ser nombrado Alto Comisionado para la Independencia de las Colonias.[cita requerida]
De 1969 a 1974, durante el XII gobierno franquista, continuó como subsecretario de la Presidencia del Gobierno bajo las órdenes del almirante Carrero Blanco. Tras el asesinato de este colaboró estrechamente con el nuevo presidente del gobierno Carlos Arias Navarro en el mismo puesto de subsecretario.
El 19 de abril de 1963, debido a una hospitalización del por entonces ministro de Gobernación Camilo Alonso Vega, votó en el Consejo de Ministros la ejecución de la sentencia del proceso contra Julián Grimau, proceso celebrado el día anterior. Ante la enfermedad del legítimo titular del ministerio, acudió el ministro en funciones, Vicente Fernández Bascarán, que votó, como el resto de los ministros, a favor de la ejecución, a pesar de que, al igual que Fernando Castiella, ministro de Asuntos Exteriores, estaba inicialmente en desacuerdo.

## Cargos
- De 1928 a 1931: Jefe de gabinete del Director de la Academia General Militar de Zaragoza, General de Brigada Francisco Franco Bahamonde.
- De 1929 a 1931: Subdirector de Servicio Militar y Admisiones de la Academia General Militar de Zaragoza.

### Como capitán
- De 1931 a 1935: vicepresidente del Consejo Superior del Ejército de Tierra del Ministerio de Guerra (II República Española)

### Como comandante
- De 1935 a julio de 1936: Jefe de la Comandancia exenta de Asturias y lugarteniente del Coronel Antonio Aranda.[cita requerida]
- De julio a diciembre de 1936 (frente de Badajoz): comandante al frente del III batallón del Regimiento de Argel y II batallón del Regimiento de Sevilla.

### Como teniente coronel
- De 1936 a 1939: teniente coronel al mando del Regimiento Alfonso XIII.

### Como coronel
- De 1939 a 1961: director de la Tercera Sección de Información del Alto Estado Mayor, precedente inmediato del CESID (actual CNI).

## Sus últimos años
Tras pasar a formar parte de la reserva en 1974, se retiró a su Asturias natal. Desde 1975 hasta 1980 fue vicepresidente la Fundación Nacional Francisco Franco (FNFF). 
Sin embargo, y a pesar de encontrarse ya retirado de la vida política y militar, no se desvinculó totalmente de las actividades públicas: en 1982, 1984 y 1989 fue el director de las visitas que en los citados años realizó el Santo Padre, Juan Pablo II, a España; cargo para el que fue nombrado por intercesión de su amigo y compañero en el Opus Dei, Joaquín Navarro-Valls, director de la Oficina de Prensa se la Santa Sede.
Falleció a los 94 años de edad.

## Condecoraciones
- Caballero de la Orden de los Caballeros del Espíritu Santo
- Gran-Cruz de la Real y Distinguida Orden Española de Carlos III
- Cruz de la Orden del Mérito Militar con Distintivo Rojo
- Cruz de la Real y Militar Orden de San Fernando
- Avance en la Escala
- Cruz de Guerra
- Medalla de Sufrimientos por la Patria
- Miembro y Maestre (1971-1973) de la Orden de los Caballeros de San Jorge

| Predecesor: Ramón Diez de Rivera y Casares | Jefe de la Casa Civil del Jefe del Estado 1961-1974    | Sucesor: Fernando Fuertes de Villavicencio                                                           |
| Predecesor: Gereral José Lorente Vilanova  | Subsecretario del Ministerio de Gobernación 1962-1967  | Sucesor: General Benjamín Michavila Pallarés (padre del exministro de Justicia José María Michavila) |
| Predecesor: Almirante Luis Carrero Blanco  | Subsecretario de la Presidencia del Gobierno 1967-1975 | Sucesor: Teniente general Sabino Fernández Campo                                                     |